# Emmaste

Emmaste é um município rural estoniano da região de Hiiu, localizado no sul da ilha de mesmo nome. A vila de Emmaste, centro administrativo e principal, possui um pouco mais de 300 habitantes. Além da vila de Emmaste, o município compreende também as vilas:
Haldi, Haldreka, Harju, Hindu, Härma, Jausa, Kabuna, Kaderna, Kitsa, Kurisu, Kuusiku, Kõmmusselja, Külaküla, Külama, Laartsa, Lassi, Leisu, Lepiku, Metsalauka, Metsapere, Muda, Mänspe, Nurste, Ole, Prassi, Prähnu, Pärna, Rannaküla, Reheselja, Riidaküla, Selja, Sepaste, Sinima, Sõru, Tilga, Tohvri, Tärkma, Ulja, Valgu, Vanamõisa, Viiri, Õngu.